# W. Kordes' Söhne
W. Kordes' Söhne (Inglés: W. Kordes' Sons) es una empresa de cultivo de rosas alemana en Klein Offenseth-Sparrieshoop en Schleswig-Holstein, Alemania. La compañía es uno de los líderes del mundo como cultivadores y productores de rosas cortadas y rosas modernas de jardín, al año venden en todo el mundo más de dos millones de plantas de rosa al por menor y al por mayor. Cada año, más de 50.000 nuevos cruces de rosas de jardín y rosas cortadas se ponen a prueba, lo que lleva a producir de cuatro a seis variedades comercializables después de un período de prueba de ocho a diez años.

## Historia

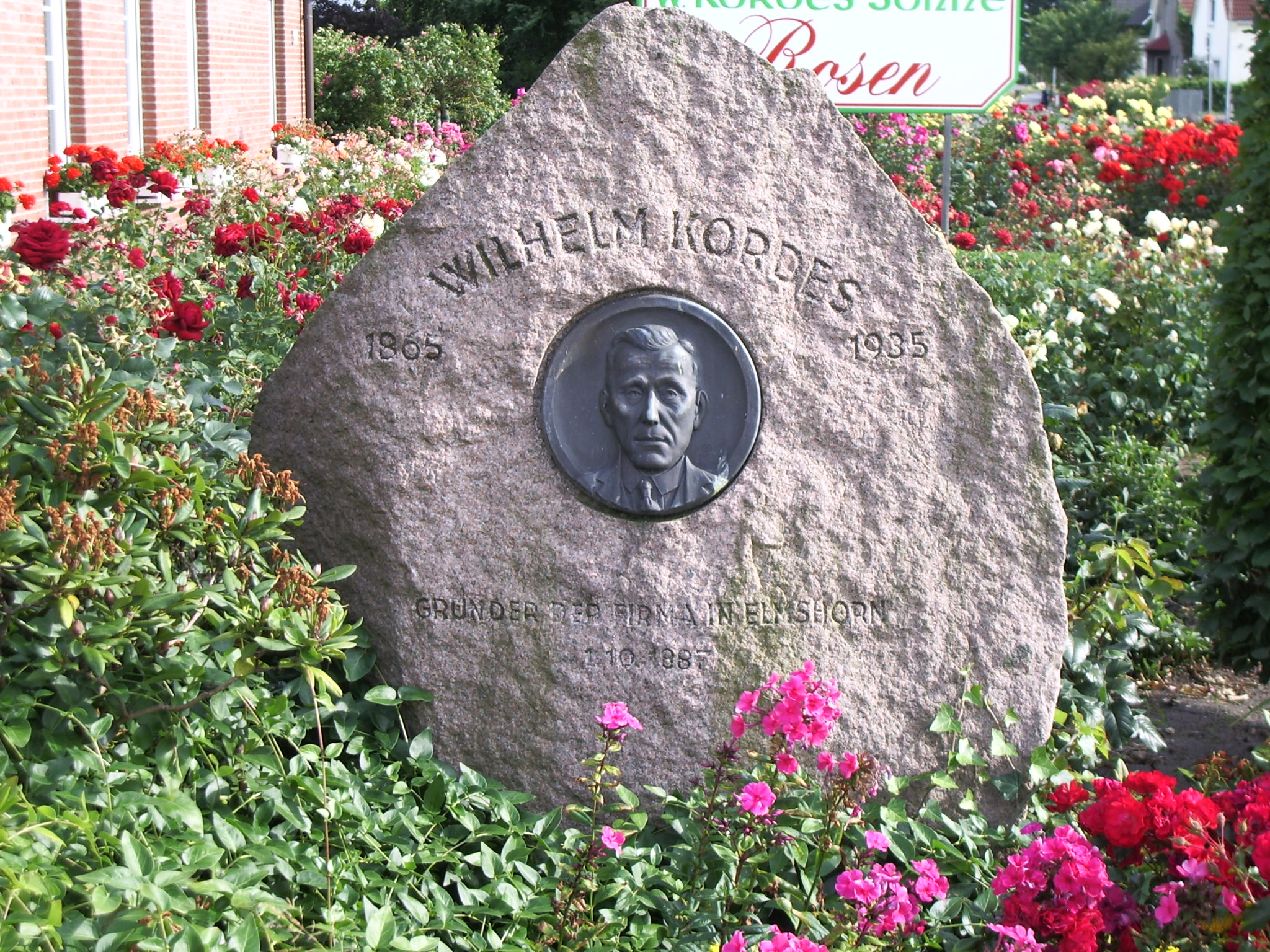
Mojón Memorial de Wilhelm Kordes en Klein Offenseth-Sparrieshoop

Wilhelm Kordes I (nació en 1865 en Holstein, Alemania, murió en 1935 en Klein Offenseth-Sparrieshoop) era un horticultor alemán. En 1887 se creó un jardín de rosas en  Elmshorn, que se especializa en el cultivo de rosas de jardín. En 1918 trasladó la empresa a Klein Offenseth-Sparrieshoop en Schleswig-Holstein.
Sus hijos, el criador Wilhelm Kordes II (nacido el 30 de marzo de 1891 en Elmshorn, fallecido el 11 de noviembre de 1976) y Hermann Kordes (1893-1963) cambiaron el nombre de la empresa en expansión a "Wilhelm Kordes' Söhne". Las variedades obtenidas por Wilhelm Kordes II hacen de ellos una de las empresas de rosas más grandes del siglo XX. Su objetivo general era criar variedades resistentes y saludables para el clima alemán. Después de 1920 se concentró totalmente en el cultivo de rosas, dejando la gestión de la compañía a su hermano Hermann. A mediados de la década de 1930, la compañía había crecido a un tamaño considerable.
Los experimentos [de Wilhelm] se centraron en un primer momento sobre las especies nativas de Europa, incluyendo a Rosa canina, Rosa rubiginosa, y Rosa spinosissima: los resultados incluyen unos arbustos de rosas importantes tal como 'Harry Maasz' (1939), 'Louis Rödiger' (1935), 'Raubritter' (1936), 'Karl Föster' (1930), y la serie de floración temprana "Frühling". También experimentó con los híbridos almizclados tales como 'Elmshorn' (1950), 'Erfurt' (1931), y 'Eva' (1933). [Su hijo Reimer más tarde consiguió 'Iceberg', también un híbrido almizclado.] Los híbridos de té no eran desatendidos: 'Crimson Glory' (1935) tuvo un reinado excepcionalmente largo como la rosa carmesí favorita del mundo.
Durante la Segunda Guerra Mundial Wilhelm Kordes II cruzó la rosa del Asia oriental Rosa wichuraiana con la rosa japonesa Rosa rugosa para finalmente, obtener una nueva especie, Rosa kordesii, capaz de soportar los duros inviernos del norte de Alemania. De la que más tarde consiguió esas famosas variedades de la posguerra tal como 'Parkdirektor Riggers', 'Leverkusen', 'Hamburger Phönix' y 'Heidelberg'. "El follaje oscuro y brillante de muchas rosas modernas se remonta a 'Kordesii'."
Wilhelm Kordes II fue también muy involucrado en la ejecución de las pruebas de ADR (prueba general de las nuevas rosas alemanes) en el año 1950, establecido por los criadores de rosa en la Federación de Viveristas de Alemania.
Por encima de todo, Wilhelm Kordes [II] será recordado criador de rosas. Él y su hijo Reimer consiguieron algunas de las rosas más conocidas del mundo, incluyendo 'Crimson Glory' y 'Schneewittchen' ('Iceberg'). Kordes sabía que era a través de la introducción de nuevos genes que se habían logrado todos los grandes avances en el fitomejoramiento. Sus experimentos se centraron en un primer momento sobre las especies nativas y europeas Rosa rugosa; su objetivo era desarrollar nuevas rosas de arbusto para jardines pequeños.
A partir de 1955, su hijo Reimer Kordes (19 de febrero de 1922-3 de febrero de 1997) dirigió la compañía hasta que el hijo de Reimer, Wilhelm Kordes III (nacido en 1953) se hizo cargo en 1977.
Reimer dejó apartados en cierta medida los arbustos de rosas para concentrarse en los híbridos de té de colores brillantes y Floribundas para los jardines públicos y privados. Sin embargo, introdujo rosas de todo tipo: los trepadores de grandes flores como 'Alchymist' (1956) y 'Antike 89' (1988); rosas de cobertura del suelo, tales como 'Immensee' y 'Sommerwind'; híbridos de té incluidos 'Duftzauber 84' (1984) y 'Kupferkönigin' (1996); arbustos tales como 'Chiarivari' (1970), 'Lucinde' (1988), y 'Rosenstadt Zweibrücken' (1989); Floribundas tales como 'Golden Holstein' (1988) y 'Crimson Bouquet' (1999); rosas de flor cortada y como 'Champagner' (1985).
Uno de los cultivares de rosas más conocidos del mundo, 'Iceberg' (syn. 'Schneewittchen') fue introducida por Reimer Kordes en 1958. La variedad fue seleccionada como la "World Favourite Rose" de 1983. Otros cultivares famosos incluyen a 'Sunsprite', y 'Aprikola'.

## Lista ordenada de variedades de rosas de Kordes
- Wikimedia Commons alberga una galería multimedia sobre W. Kordes' Söhne.

| Name                             | Form                     | Colour                                         | Date | ADR-recognised | Photo |
| -------------------------------- | ------------------------ | ---------------------------------------------- | ---- | -------------- | ----- |
| Adolf Horstmann                  | híbrido de té            | amarillo y rosa                                | 1971 |                |       |
| Agnes Bernauer                   | híbrido de té            | rosa ligero                                    | 1989 |                |       |
| Alchymist                        | arborescente             | melocotón                                      | 1956 |                |       |
| Aloha                            | trepador                 | melocotón y rosa                               | 2002 |                |       |
| Amadeus                          | híbrido de té            | rojo oscuro                                    | 2003 |                |       |
| Angela                           | arboescente              | rosa carmín                                    | 1984 |                |       |
| Ankori (Angelique)               | híbrido de té            | mezcla de naranja                              | 1980 |                |       |
| Antike 89                        | floribunda trepador      | mezcla de blanco, bordes rojos                 | 1988 |                |       |
| Aprikola                         | floribunda               | amarillo-narnaja a melocotón                   | 2001 | 2001           |       |
| Asso di Cuori                    | híbrido de té            | rojo oscuro                                    | 1981 |                |       |
| Athena                           | híbrido de té            | mezcla de blanco                               | 1984 |                |       |
| August Kordes (Lafayette)        | floribunda               | rosa profundo                                  | 1928 |                |       |
| Australian Gold (Mona Lisa)      | floribunda               | mezcla de melocotón                            | 1980 |                |       |
| Ave Maria                        | híbrido de té            | fuerte salmón-naranja                          | 1981 |                |       |
| Bad Birnbach                     | floribunda, arbusto      | carmín-rosa                                    | 2000 | 2000           |       |
| Bad Füssing                      | floribunda               | rojo                                           | 1980 |                |       |
| Bad Neuenahr                     | arborescente             | mezcla-rojo                                    | 1958 |                |       |
| Bad Wörishofen (Pink Emely)      | floribunda, arbusto      | rosa carmín                                    | 2005 | 2003           |       |
| Ballet                           | híbrido de té            | rosa profundo                                  | 1958 |                |       |
| Belami                           | híbrido de té            | naranja-rosa                                   | 1985 |                |       |
| Bella Rosa                       | floribunda               | rosado fuerte                                  | 1982 |                |       |
| Bengalí                          | floribunda               | naranja-rojo                                   | 1966 |                |       |
| Berlín                           | arborescente             | rojo                                           | 1949 |                |       |
| Berolina                         | híbrido de té            | amarillo limón                                 | 1986 |                |       |
| Beverly                          | híbrido de té            | ligero rosado                                  | 1999 |                |       |
| Black Boy                        | arborescente             | rojo profundo                                  | 1958 |                |       |
| Blue Bayou                       | floribunda               | malva                                          | 1993 |                |       |
| Blue Girl (Kölner Karneval)      | híbrido de té            | malva                                          | 1964 |                |       |
| Blue River                       | híbrido de té            | malva                                          | 1984 |                |       |
| Blühwunder                       | floribunda               | fuerte rosado a salmón rosado                  | 1995 | 1994           |       |
| Bonanza                          | arborescente             | amarillo-dorado, bordes cobre                  | 1983 | 1984           |       |
| Bremer Stadtmusikanten           | floribunda               | mezcla de rosados                              | 2000 |                |       |
| Bride's Dream (Märchenkönigin)   | híbrido de té            | ligeramente rosado                             | 1985 |                |       |
| Burghausen                       | arborescente             | carmesí brillante                              | 1991 | 1989           |       |
| Caramella                        | arbusto                  | amarillo                                       | 2001 |                |       |
| Cervia                           | floribunda               | melocotón y rosa                               | 2003 |                |       |
| Charmant                         | enano                    | fuerte rosado                                  | 1999 | 2004           |       |
| Cherry Girl                      | floribunda               | rojo                                           | 2007 |                |       |
| Chiarivari                       | arbusto                  | mezcla de amarillos                            | 1971 |                |       |
| Christel von der Post            | híbrido de té            | amarillo profundo                              | 1990 |                |       |
| Colour Wonder                    | híbrido de té            | naranja-rojo, crema en reverso                 | 1964 |                |       |
| Crimson Bouquet                  | grandiflora              | fuerte rojo                                    | 1966 |                |       |
| Crimson Glory                    | híbrido de té            | fuerte rojo                                    | 1935 |                |       |
| Cubana                           | shrub                    | mezcla melocotón                               | 2001 |                |       |
| Diamant                          | floribunda, arbusto      | blanco                                         | 2001 | 2002           |       |
| Die Welt                         | híbrido de té            | naranja-rojo                                   | 1976 |                |       |
| Doktor Waldheim                  | híbrido de té            | salmón rosado                                  | 1973 |                |       |
| Dolomiti                         | floribunda               | rosa, crema en centro                          | 2011 |                |       |
| Dornröschenschloss Sababurg      | arbusto                  | rosa                                           | 1993 |                |       |
| Dortmund                         | trepador                 | carmín-tintado carmesí, centro blanco          | 1955 | 1954           |       |
| Duftzauber                       | híbrido de té            | fuerte rojo                                    | 1984 |                |       |
| Dusterlohe                       | trepador                 | rosado profundo                                | 1931 |                |       |
| Eifelzauber                      | arbusto                  | rosado ligero                                  | 2008 |                |       |
| Eliza                            | híbrido de té            | rosa a plata-rosa                              | 2004 | 2005           |       |
| Elmshorn                         | arborescente             | rojo cereza                                    | 1951 |                |       |
| Elveshörn                        | arborescente             | rojo brillante                                 | 1985 |                |       |
| Escimo                           | miniatura                | blanco brillante                               | 2006 | 2006           |       |
| Esmeralda                        | híbrido de té            | blanco y rosa                                  | 1980 |                |       |
| Esprit                           | floribunda               | fuerte rojo                                    | 1985 |                |       |
| Eva                              | arborescente             | cereza                                         | 1933 |                |       |
| Erfurt                           | arborescente             | sa, blanco en base dorada                      | 1939 |                |       |
| Eureka                           | floribunda               | mezcla de melocotón                            | 2002 |                |       |
| Eutin                            | arborescente             | cereza                                         | 1940 |                |       |
| Fairest Cape                     | híbrido de té            | melocotón, sombras naranja                     | 1994 |                |       |
| Fantasia Mondiale                | híbrido de té            | meloctón, salmón-bordes rosados                | 2006 |                |       |
| Fee des Neiges                   | floribunda               | blanco                                         | 1958 |                |       |
| Felicitas                        | arborescente             | fuerte rojo                                    | 1998 | 1996           |       |
| Flammentanz                      | arbusto pequeño          | carmesí                                        | 1955 | 1952           |       |
| Flirt                            | floribunda arbusto       | rosa profundo                                  | 2000 |                |       |
| Florentina                       | híbrido de té            | carmesí                                        | 1973 | 1974           |       |
| Fortuna                          | floribunda, arbusto      | fuerte rojo                                    | 2002 | 2002           |       |
| Fritz Nobis                      | arborescente             | rosa brillante                                 | 1940 |                |       |
| Frühlingsanfang                  | arborescente             | amarillo brillante                             | 1950 |                |       |
| Frühlingsgold                    | arborescente             | amarillo suave                                 | 1937 |                |       |
| Frühlingsmorgen                  | arborescente             | rosa-amarillo                                  | 1931 |                |       |
| Fuggerstadt Augsburg             | floribunda               | naranja-rojo                                   | 1985 |                |       |
| Funkuhr                          | híbrido de té            | amarillo, bordes rojos                         | 1984 |                |       |
| Gabriele Gebauer (Sunstar)       | floribunda               | amarillo ligero                                | 2007 |                |       |
| Garden of Roses                  | arbusto de patio         | crema, centro melocotón                        | 2006 |                |       |
| Gärtnerfreude                    | arbusto, floribunda      | rojo brillante                                 | 2001 | 2001           |       |
| Gartenzauber                     | floribunda               | rojo                                           | 1984 |                |       |
| Gebrüder Grimm                   | floribunda               | naranja-rojo superiores, melocotón reverso     | 2002 | 2002           |       |
| Gelber Engel                     | floribunda               | amarillo brillante                             | 2002 | 2004           |       |
| Georgette                        | floribunda               | rosa                                           | 1995 |                |       |
| Goldbusch                        | arborescente             | cobre                                          | 1954 |                |       |
| Golden Gate                      | trepador                 | amarillo brillante                             | 2005 | 2006           |       |
| Golden Medaillon                 | híbrido de té            | amarillo profundo                              | 1991 |                |       |
| Goldener Holstein                | floribunda               | amarillo fuerte                                | 1988 |                |       |
| Goldmarie                        | floribunda               | amarillo profundo                              | 1982 |                |       |
| Goldrausch                       | floribunda               | amarillo                                       | 1961 |                |       |
| Grande Amore                     | híbrido de té            | fuerte rojo intenso                            | 2004 | 2005           |       |
| Gruss an Bayern                  | floribunda               | rojo                                           | 1971 |                |       |
| Hamburg                          | arborescente             | fuerte rojo                                    | 1935 |                |       |
| Hamburger Deern                  | híbrido de té            | naranja-rosa                                   | 1997 |                |       |
| Hamburger Phönix                 | Kordesii trepador        | rojo                                           | 1954 |                |       |
| Hannah Gordon (Tabris)           | floribunda               | blanco, bordes rosas                           | 1983 |                |       |
| Hansa Park                       | arbusto                  | malva                                          | 1994 |                |       |
| Harlekin                         | trepador                 | crema, bordes rojos                            | 1986 |                |       |
| Harmonie                         | híbrido de té            | naranja-rosa                                   | 1981 |                |       |
| Heidelberg                       | híbrido de té            | carmín-rojo                                    | 1959 |                |       |
| Harry Maasz                      | híbrido macrantha        | carmesí-violeta, centro blanco                 | 1939 |                |       |
| Heckenfeuer                      | floribunda               | rojo                                           | 1983 |                |       |
| Heidelinde                       | floribunda               | malva                                          | 1991 |                |       |
| Heinzelmännchen                  | floribunda               | carmesí brillante                              | 1983 |                |       |
| Helmut Schmidt                   | híbrido de té            | amarillo                                       | 1979 |                |       |
| Herkules                         | arbusto                  | blanco, tonos suaves de rosa                   | 2007 |                |       |
| Holstein                         | floribunda               | carmín-rojo                                    | 1938 |                |       |
| Ilse Krohn                       | arborescente             | crema y blanco brillante                       | 1957 |                |       |
| Ilse Krohn superior              | arborescente             | crema y blanco brillante                       | 1964 |                |       |
| Innocencia                       | shrub, floribunda        | blanco brillante                               | 2003 | 2004           |       |
| Immensee                         | arbusto                  | rosado ligero                                  | 1982 |                |       |
| Jasmina                          | trepador                 | violeta y rosa                                 | 1997 |                |       |
| Juanita                          | arbusto                  | rosa, carmín rosado                            | 2007 | 2006           |       |
| Karl Förster                     | arborescente             | blanco                                         | 1931 |                |       |
| Karl Herbst                      | híbrido de té            | carmín rojo                                    | 1950 |                |       |
| Karl Ploberger Rose              | arbusto                  | amarillo, ligero en los pétalos exteriores     | 2007 |                |       |
| Kleopatra                        | híbrido de té            | rojo y amarillo                                | 1994 |                |       |
| Knirps                           | arbusto, cubre suelo     | carmín rosa                                    | 1997 | 2004           |       |
| KO 95/1727-03                    | arbusto                  | mezcla amarillo                                | 2003 |                |       |
| KO 98 1552-01                    | floribunda               | amarillo                                       | 1998 |                |       |
| KORblixmu                        | floribunda               | blanco                                         | 2007 |                |       |
| Königin der Rosen (Color Wonder) | híbrido de té            | superior salmón-naranja, reverso amarillo-rosa | 1964 | 1964           |       |
| Kordes Brilliant                 | arbusto                  | orange blend                                   | 1983 |                |       |
| Korelasting (Lindenhof)          | arborescente             | rosa brillante, centro amarillo                | 1999 |                |       |
| Korona                           | floribunda               | naranja-rojo                                   | 1955 |                |       |
| Kupferkönigin                    | híbrido de té            | profundo amarillo                              | 1996 |                |       |
| Lady Rose                        | híbrido de té            | naranja-rosa                                   | 1979 |                |       |
| Laguna                           | híbrido de té            | profundo rosa                                  | 1995 |                |       |
| Larissa                          | arbusto                  | ligero rosa                                    | 2007 |                |       |
| Las Vegas                        | híbrido de té            | naranja, amarillo en reverso                   | 1981 |                |       |
| Leverkusen                       | trepador                 | brillante amarillo                             | 1954 |                |       |
| Lichtkönigin Lucia               | arborescente             | fuerte amarillo-limón                          | 1966 | 1968           |       |
| Liebeszauber                     | híbrido de té            | rojo fuerte                                    | 1991 |                |       |
| Lili Marlene                     | floribunda               | rojo fuerte                                    | 1959 |                |       |
| Linderhof                        | arbusto                  | rosado, amarillo centro                        | 1983 |                |       |
| Lions-Rose                       | floribunda               | crema-blanco                                   | 2002 | 2002           |       |
| Lolita                           | híbrido de té            | mezcla melocotón                               | 1972 |                |       |
| Loving Memory                    | híbrido de té            | rojo                                           | 1981 |                |       |
| Louis Rödiger                    | trepador                 | naranja pálido a naranja                       | 1935 |                |       |
| Lucinde                          | arbusto                  | profundo amarillo                              | 1988 |                |       |
| Lupo                             | miniatura                | mezcla de malvas                               | 2006 |                |       |
| Lydia                            | arbusto                  | mezcla de naranjas                             | 1973 |                |       |
| Mabella (New Day)                | híbrido de té            | amarillo                                       | 1972 |                |       |
| Magenta                          | arborescente             | rojo fuerte                                    | 1954 |                |       |
| Maigold                          | arborescente             | naranja                                        | 1952 |                |       |
| Mainaufeuer (Red Ribbons)        | arborescente             | rojo                                           | 1990 |                |       |
| Mandarin                         | miniatura                | mezcla melocotón                               | 1987 |                |       |
| Mandy                            | híbrido de té            | rojo fuerte                                    | 1987 |                |       |
| Manita                           | trepador                 | rosa, amarillo centro                          | 1998 | 1998           |       |
| Mariandel (Christian IV)         | floribunda               | carmesí                                        | 1982 |                |       |
| Marondo                          | arbusto                  | rosa                                           | 1991 |                |       |
| Maxi Vita                        | floribunda, arbusto      | rosa fuerte, amarillo-naranja base             | 2001 | 2001           |       |
| Medeo                            | arbusto                  | blanco                                         | 2001 |                |       |
| Mein schöner Garten              | arbusto                  | rosa, salmón-rosa                              | 1986 |                |       |
| Memoire                          | híbrido de té            | blanco                                         | 1992 |                |       |
| Meteor                           | floribunda               | escarlata                                      | 1959 | 1960           |       |
| Mireille Mathieu                 | floribunda               | naranja-rojo                                   | 1988 |                |       |
| Mondiale                         | híbrido de té            | antigua rosa rosada                            | 1993 |                |       |
| Moonlight                        | rosa de los floristas    | ligero amarillo                                | 2004 |                |       |
| Moon River                       | arbusto                  | blanco                                         | 1996 |                |       |
| NDR1 Radio Niedersachsen         | floribunda               | rosa profundo                                  | 1996 |                |       |
| Neon                             | floribunda, arbusto      | carmín rosa                                    | 2001 | 2001           |       |
| Neue Revue                       | híbrido de té            | mezcla rojo                                    | 1969 |                |       |
| Neues Europa                     | floribunda               | escarlata                                      | 1965 |                |       |
| New Day                          | híbrido de té            | amarillo mantequilla                           | 1972 |                |       |
| Nicole                           | floribunda               | blanco, rojo bordes                            | 1985 |                |       |
| Novalis                          | floribunda               | lavanda                                        | 2010 |                |       |
| Nymphenburg                      | arborescente             | brilante rosa                                  | 1954 |                |       |
| Out of Rosenheim                 | floribunda               | rojo                                           | 2010 |                |       |
| Palmengarten Frankfurt           | arbusto                  | carmín rosa                                    | 1988 | 1992           |       |
| Parkdirektor Riggers             | Kordesii trepador        | rojo fuerte                                    | 1957 |                |       |
| Parole                           | híbrido de té            | profundo rosa                                  | 2002 |                |       |
| Peer Gynt                        | híbrido de té            | amarillo, bordes rojos                         | 1968 |                |       |
| Perfect Moment                   | híbrido de té            | rojo, amarillo reverso                         | 1989 |                |       |
| Pepita                           | enano                    | brillante carmín rosa                          | 2004 | 2004           |       |
| Peter Frankenfeld                | híbrido de té            | rosa profundo                                  | 1966 |                |       |
| Petticoat                        | floribunda               | blanco, melocotón centro                       | 2004 | 2004           |       |
| Pink Bassino                     | arbusto                  | rosa                                           | 1995 | 1993           |       |
| Pink Robusta                     | arbusto                  | rosa                                           | 1987 |                |       |
| Planten un Blomen                | floribunda               | rojo, rosa reverso                             | 1999 |                |       |
| Pomponella                       | floribunda               | profundo rosa                                  | 2005 | 2006           |       |
| Ponderosa                        | floribunda               | salmón-rosa                                    | 1995 |                |       |
| Postillion                       | arbusto                  | cobre-amarillo                                 | 1998 |                |       |
| Prominent                        | floribunda               | naranja-rojo                                   | 1971 | 1971           |       |
| Queen Mother                     | floribunda               | ligero rosa                                    | 1971 | 1971           |       |
| Queen of Hearts                  | híbrido de té            | naranja-rosa                                   | 2008 |                |       |
| Ramira                           | trepador                 | rosa                                           | 1988 |                |       |
| Raubritter                       | rastrero                 | brillante rosa                                 | 1936 |                |       |
| Raymond Chenault                 | arbusto                  | rojo                                           | 1960 |                |       |
| Rebell                           | híbrido de té            | rojo                                           | 1996 |                |       |
| Ritter von Barmstede             | arbusto                  | rosa                                           | 1959 |                |       |
| Rosanna                          | trepador                 | salmón rosa                                    | 2002 |                |       |
| Rosarium Uetersen                | trepador                 | rosa                                           | 1977 |                |       |
| Roselina                         | arbusto                  | rosa profundo                                  | 1992 |                |       |
| Rosenfee                         | floribunda               | rosa ligero                                    | 2006 |                |       |
| Rosenprofessor Sieber            | floribunda               | rosa                                           | 1997 | 1996           |       |
| Rosenresli                       | arbusto, arborescente    | salmón-rosa                                    | 1986 | 1984           |       |
| Rosenstadt Zweibrücken           | arbusto                  | rosa ligero                                    | 1989 |                |       |
| Rosenwunder                      | híbrido rubiginosa       | rosa profundo                                  | 1934 |                |       |
| Rosmarin                         | miniatura                | rosa profundo                                  | 1989 |                |       |
| Rote Mozart                      | arbusto                  | naranja-rojo                                   | 1989 |                |       |
| Roter Korsar                     | arbusto, arborescente    | terciopelo rojo oscuro                         | 2004 |                |       |
| Rotilla                          | floribunda               | carmesí                                        | 2000 |                |       |
| Roxy                             | miniatura                | violeta, rojo                                  | 2007 |                |       |
| Rugelda                          | arbusto                  | amarillo limón                                 | 1989 |                |       |
| Saarbrücken                      | arbusto                  | escarlata                                      | 1959 |                |       |
| Salita                           | trepador                 | naranja-rojo                                   | 1987 |                |       |
| Samba                            | floribunda               | rojo y amarillo                                | 1964 |                |       |
| Scharlachglut                    | gallica                  | escarlata                                      | 1952 |                |       |
| Schneewittchen (Iceberg)         | arbusto                  | blanco                                         | 1958 |                |       |
| Schwarzer Madonna                | Kordesii híbrido de té   | rojo oscuro                                    | 1992 |                |       |
| Schwarzer Samt                   | Kordesii trepador        | rojo oscuro                                    | 1969 |                |       |
| Sebastian Kneipp                 | híbrido de té            | blanco                                         | 1997 |                |       |
| Shocking Blue                    | floribunda               | malva ligero                                   | 1985 |                |       |
| Smart Roadrunner                 | híbrido rugosa           | rosa profundo                                  | 2002 |                |       |
| Solero                           | híbrido de té            | amarillo profundo                              | 2005 |                |       |
| Sommerabend                      | arbusto, cubre suelos    | rojo brillante                                 | 1995 | 1996           |       |
| Sommermorgen                     | arbusto                  | ligeramente rosa                               | 1983 |                |       |
| Sommerwind                       | cubre suelos, floribunda | rosa puro                                      | 1985 | 1987           |       |
| Sonnenröschen                    | enano, cubre suelos      | blanco, ojo amarillo                           | 2005 | 2003           |       |
| Sparrieshoop                     | arbusto                  | rosa                                           | 1953 |                |       |
| Späths Jubiläum                  | floribunda               | naranja                                        | 1953 |                |       |
| Speelwark                        | híbrido de té            | amarillo y rosa                                | 1999 |                |       |
| St. Pauli                        |                          | rosa-amarillo                                  | 1958 |                |       |
| Sterntaler                       | híbrido de té            | amarillo                                       | 1995 |                |       |
| Sunny Rose                       | arbusto, cubre suelos    | amarillo brillante, amarillo ligero            | 2001 | 2004           |       |
| Sunsprite (Friesia)              | floribunda               | amarillo profundo                              | 1973 |                |       |
| Surrey (Vent d'Été)              | arbusto                  | ligeramente rosa                               | 1985 |                |       |
| Sylt                             | Kordesii híbrido         | rojo oscuro                                    | 1980 |                |       |
| Sylvia                           | híbrido de té            | rosa                                           | 1978 | 1977           |       |
| Sympathie                        | trepador Kordesii        | escarlata profundo                             | 1964 | 1966           |       |
| Tatjana                          | híbrido de té            | rojo oscuro                                    | 1970 |                |       |
| Tradition                        | trepador                 | rojo                                           | 1995 |                |       |
| Träumerei                        | arbusto                  | langosta y salmón naranja                      | 1974 |                |       |
| UNICEF-Rose                      | floribunda, arbusto      | rosa brillante                                 | 2007 | 2005           |       |
| Uetersens Rosenkönigin           | arbusto                  | naranja a medio-rojo                           | 2009 |                |       |
| Uetersens Rosenprinzessin        | arbusto                  | rosa suave                                     | 2009 |                |       |
| Valencia                         | híbrido de té            | ámbar-amarillo                                 | 1989 |                |       |
| Vogelpark Walsrode               | arbusto                  | rosa suave                                     | 1988 | 1989           |       |
| Walter Schultheis                |                          |                                                |      |                |       |
| Wedding Bells                    | híbrido de té            | rosa                                           | 2010 |                |       |
| Weisse Immensee                  | arbusto                  | blanco                                         | 1982 |                |       |
| Weisse Wolke                     | trepador                 | blanco                                         | 1998 |                |       |
| Westerland                       | arbusto                  | naranja a melocotón                            | 1969 | 1974           |       |
| Wilhelm                          | trepador                 | rojo oscuro                                    | 1934 |                |       |
| Wilhelm Hansmann                 | arbusto Kordesii         | rojo oscuro                                    | 1955 |                |       |
| Winter Sun                       | híbrido de té            | amarillo                                       | 2010 |                |       |
| Yankee Doodle                    | híbrido de té            | amarillo pálido                                | 1965 |                |       |
| Zaide                            | arbusto                  | rosa                                           | 2006 |                |       |
| Zitronenjette                    | híbrido de té            | amarilla                                       | 1964 |                |       |
| Zwergenfee                       | miniatura                | naranja                                        | 1979 |                |       |
| Zwergkönigin                     | miniatura                | rosa                                           | 1978 |                |       |